# Cuautololo
Cuautololo är en ort i Mexiko.   Den ligger i kommunen Copanatoyac och delstaten Guerrero, i den sydöstra delen av landet, 220 km söder om huvudstaden Mexico City. Cuautololo ligger 1 895 meter över havet och antalet invånare är 498.
Terrängen runt Cuautololo är lite bergig, och sluttar österut. Runt Cuautololo är det ganska tätbefolkat, med 155 invånare per kvadratkilometer. Närmaste större samhälle är Copanatoyac, 7,4 km sydost om Cuautololo. I omgivningarna runt Cuautololo växer huvudsakligen savannskog.